# (200424) 2000 ST236
(200424) 2000 ST236 es un asteroide perteneciente al cinturón de asteroides, región del sistema solar que se encuentra entre las órbitas de Marte y Júpiter, más concretamente a la familia de Massalia, descubierto el 24 de septiembre de 2000 por el equipo del Lincoln Near-Earth Asteroid Research desde el Laboratorio Lincoln, Socorro, Nuevo México, Estados Unidos.

## Designación y nombre
Designado provisionalmente como 2000 ST236. 

## Características orbitales
2000 ST236 está situado a una distancia media del Sol de 2,375 ua, pudiendo alejarse hasta 2,812 ua y acercarse hasta 1,937 ua. Su excentricidad es 0,184 y la inclinación orbital 1,562 grados. Emplea 1337,09 días en completar una órbita alrededor del Sol.

## Características físicas
La magnitud absoluta de 2000 ST236 es 16,8. 